# 689 v.Chr.
Het jaar 689 v.Chr. is een jaartal volgens de christelijke jaartelling.

## Gebeurtenissen

### Assyrië
- De Assyrische koning Sanherib onderdrukt een opstand van Elam en Babylonië, na een beleg van negen maanden wordt Babylon verwoest.